# Chùa Shwethalyaung

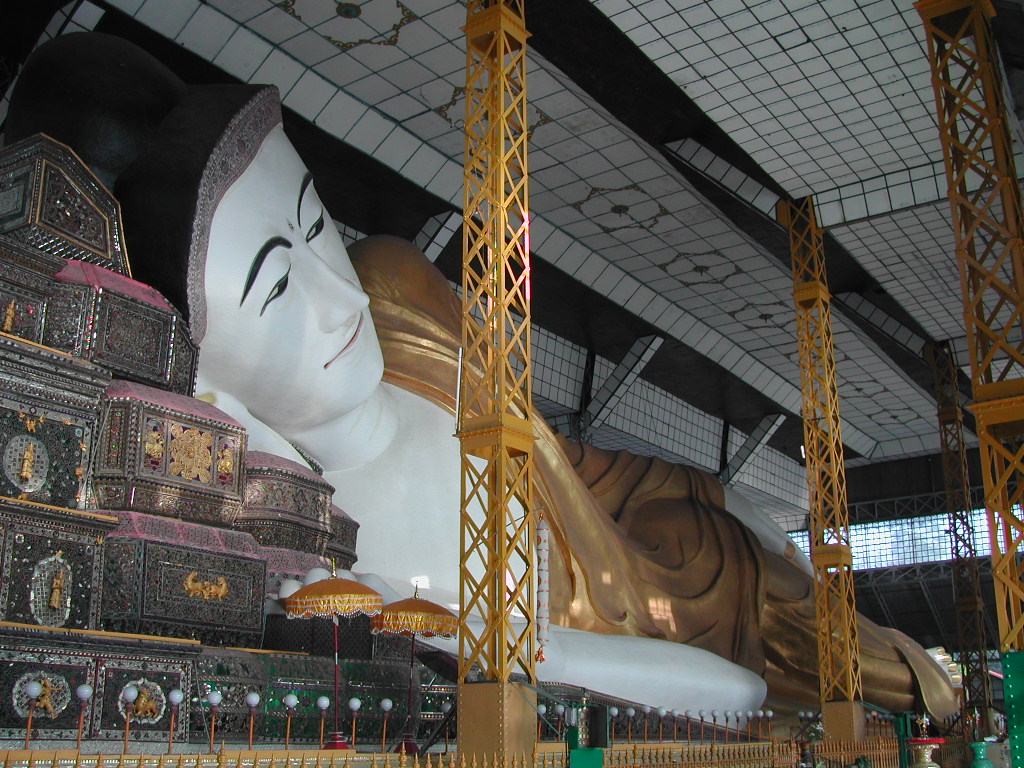
Shwethalyaung Buddha

Chùa Shwethalyaung là một ngôi chùa ở phía tây của thành phố Bago, Myanmar. Chùa nổi tiếng với bức tượng Phật nằm có chiều dài 55 m (180 foot) và cao 16 m (52 foot). Đây là bức tượng Phật nằm lớn thứ 2 thế giới, sau bức tượng nằm dài 74 m ở Dawei (Tavoy). Người ta cho rằng bức tượng này được tạo dựng năm 994, trong thời trị vì của vua Môn Migadepa. Bức tượng này bị mất năm 1757 khi Pegu bị cướp bóc. Vào thời kỳ Anh quốc cai trị Miến Điện năm 1880, tượng Phật Shwethalyaung đã được tìm thấy lại và được phục hồi năm 1881.

## Gallery

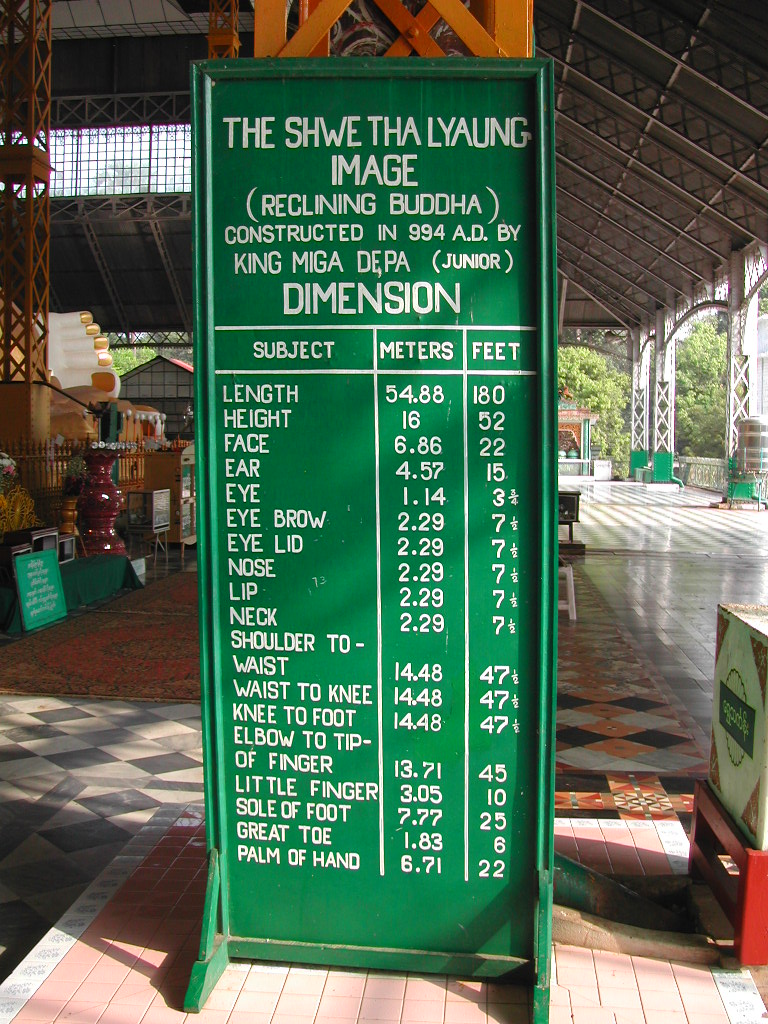
Kích thước của Shwethalyaung Buddha
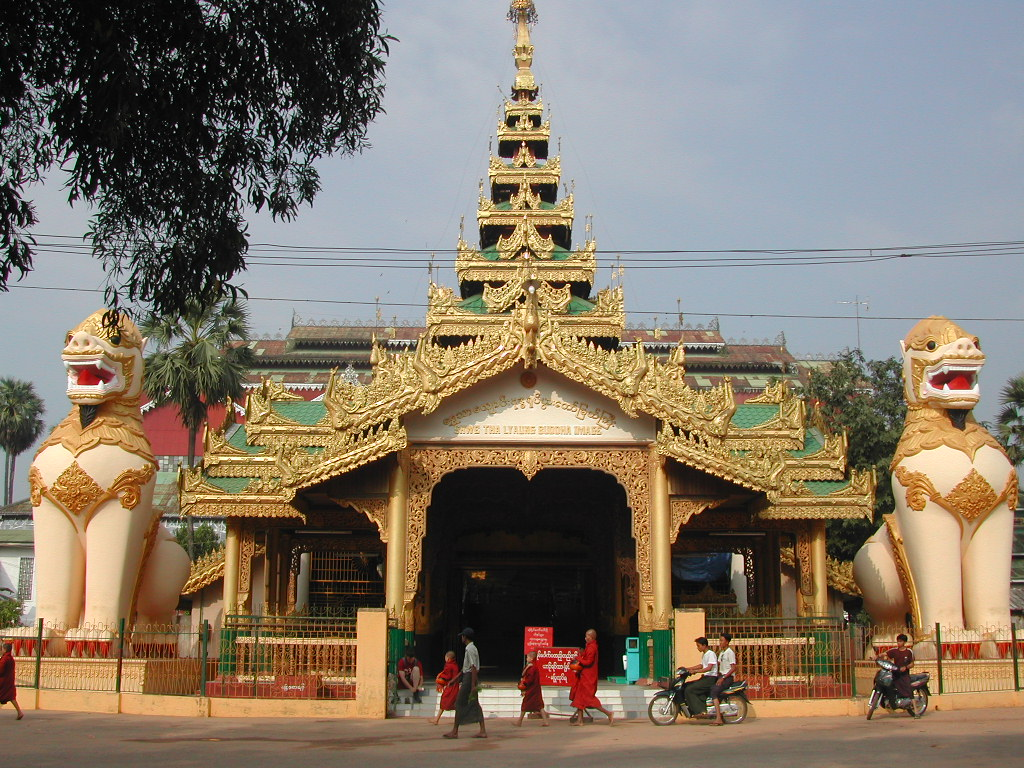
Chùa Shwethalyaung Buddha
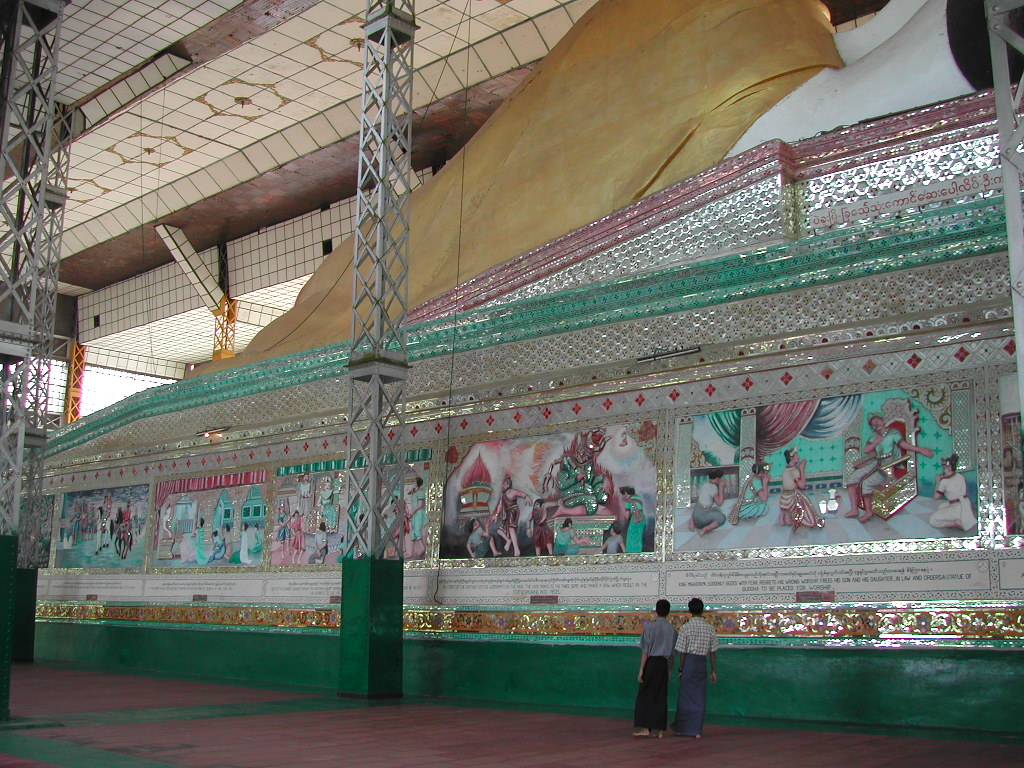
Phía sau Shwethalyaung Buddha
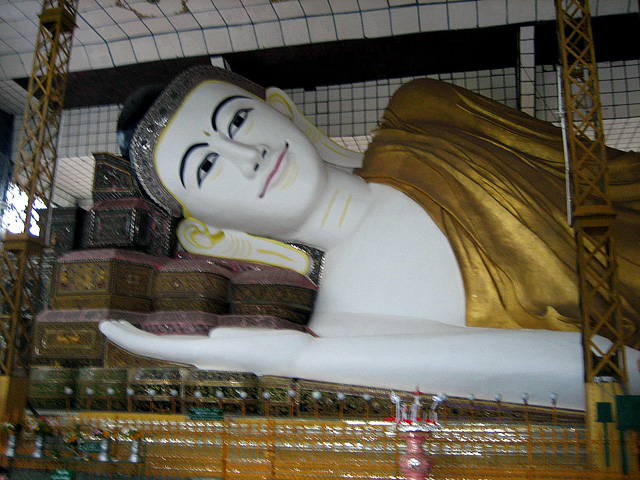
Shwethalyaung Buddha

17°20′16,4″B 96°27′44,58″Đ / 17,33333°B 96,45°Đ